# Görbény
Görbény (1899-ig Tót-Kriva, szlovákul: Slovenské Krivé) község Szlovákiában, az Eperjesi kerület Homonnai járásában.

## Fekvése
Homonnától 20 km-re, északra fekszik.

## Története
1567-ben említik először.
A 18. század végén Vályi András így ír róla: „Tót Kriva. Tót falu Zemplén Várm. földes Ura Horvát Uraság, lakosai katolikusok, fekszik Tót Jablonához, és Papinához egy órányira, határja két nyomásbéli, hegyes földgye sovány, zabot, tatárkát, kölest, árpát terem, gabonát keveset, erdője van, piatza Homonnán.”
Fényes Elek 1851-ben kiadott geográfiai szótárában így ír a faluról: „Tót-Kriva, Zemplén vm. tót falu, Papina fil., 124 kath., 10 zsidó lak., 427 hold szántófölddel. F. u. gr. Van Dernath. Ut. p. N. Mihály.”
Borovszky Samu monográfiasorozatának Zemplén vármegyét tárgyaló része szerint: „Görbény, azelőtt Tót-Kriva. A krivai völgyben fekvő tót kisközség. Mindössze 18 házból áll. Lakosainak száma 101 s vallásuk római katholikus. Postája, távírója és vasúti állomása Koskócz. A homonnai uradalomhoz tartozott s 1598-ban említik először, a mikor Homonnay György, István és Borbála bírják. Később a Fogarassyaké lett. Nagyobb birtokosa ezidőszerint nincsen. Róm. kath. templomának építési ideje ismeretlen.”
1920 előtt Zemplén vármegye Homonnai járásához tartozott.

## Népessége
| Év:            | 1994. | 2004.   | 2014.   | 2024.   |
| -------------- | ----- | ------- | ------- | ------- |
| Emberek száma: | 129   | 139     | 126     | 123     |
| Eltérés:       |       | +7,75 % | -9,35 % | -2,38 % |

| Év:            | 2023. | 2024.   |
| -------------- | ----- | ------- |
| Emberek száma: | 121   | 123     |
| Eltérés:       |       | +1,65 % |

1910-ben 92, túlnyomórészt szlovák lakosa volt.
2001-ben 144 szlovák lakosa volt.
2011-ben 134 lakosából 132 szlovák.

## Nevezetességei
- Szent Cirill és Metód tiszteletére szentelt, római katolikus temploma.
- Mihály arkangyal tiszteletére szentelt, görögkatolikus fatemploma.

## Külső hivatkozások
- Községinfó
- Görbény Szlovákia térképén
- E-obce.sk